# بوکلرهم
بوکلرهم (به آلمانی: Bokelrehm) یک شهر در آلمان است که در اشتاینبورگ واقع شده‌است. بوکلرهم ۱۴۷ نفر جمعیت دارد.